# Seth (Stargate SG-1)
Seth es el segundo episodio de la tercera temporada de la serie de televisión de ciencia ficción Stargate SG-1, y el cuadragésimo sexto capítulo de toda la serie.

## Trama
Jacob/Selmak llega al SGC, pidiendo ayuda en una cacería Goa'uld. Al parecer un Goa'uld, llamado Seth, ha vivido en la tierra por miles de años (Daniel lo confirma al hallar varios "cultos a Seth" en el registro histórico) y ahora es el líder de una peligrosa secta en Oregón, EE. UU. El SG-1 intenta infiltraste en la base, pero son capturados por los miembros de la secta que además poseen varias armas Goa'uld como Zat.
Seth utiliza un virus inteligente inhalable para lavarles el cerebro a las personas, así que el SG-1 antes de entrar se colocó unos dispositivos de choque eléctrico en los oídos para contrarrestar los efectos del virus.
Cuando recuperan la noción, comienza a liberar a los seguidores de Seth de su control mental dándoles una sacudida eléctrica con armas Zat. Mientras fuerzas especiales entran en el complejo, los seguidores de Seth libres de su control son evacuados usando el túnel de escape que el SG-1 uso para entrar. Seth intenta escapar también por allí, pero Carter utilizando un arma manual Goa'uld se ve forzada a matarlo, antes de que lastime a alguien a más

## Artistas invitados
- Carmen Argenziano como Jacob Carter
- Robert Duncan como Seth.
- Mitchell Kosterman como el Agente Especial James Hammer.
- Stuart O'Connell como Tommy Levinson.
- Lucia Walters como un discípulo.
- Greg Michaels como Jason Levinson.
- Rob Morton como el Sheriff.